# Ga Jangam
Ga Jangam (Tiếng Hàn: 장암역, Hanja: 長岩驛) là ga cuối phía Bắc của Tàu điện ngầm Seoul tuyến 7 ở Jangam-dong, Uijeongbu-si, Gyeonggi-do, Hàn Quốc. Từ ga này đến ga Onsu là đoạn của Tổng công ty Vận tải Seoul.
Vì hầu hết các tuyến đi của Tàu điện ngầm Seoul tuyến 7 đều đi đến Ga Dobongsan nên khoảng cách giữa các chuyến tàu tại Ga Jangam là rất dài.

## Lịch sử
- 11 tháng 10 năm 1996: Đoạn giữa Ga Đại học Konkuk ~ Ga Jangam trên Tàu điện ngầm Seoul tuyến 7 được khai trương và bắt đầu hoạt động như ga cuối cùng.
- Năm 2025: Dự kiến mở rộng Tàu điện ngầm Seoul tuyến 7 giữa Ga Jangam ~ Ga Goeup .

## Bố trí ga
| Bắt đầu·Kết thúc |
| S/B              |
| ↓ Dobongsan      |

| Hướng Nam | ● Tuyến 7 | Hướng đi Dobongsan · Sangbong · Onsu · Seongnam → |

## Xung quanh nhà ga
| Lối ra \| 나가는 곳 \| Exit \| 出口 | Lối ra \| 나가는 곳 \| Exit \| 出口                                                  |
| ----------------------------------- | ------------------------------------------------------------------------------------ |
| 1                                   | Jangam-dong Suraksan Hướng Uijeongbu Hướng Pocheon Bãi đậu xe trung chuyển ga Jangam |

## Hình ảnh

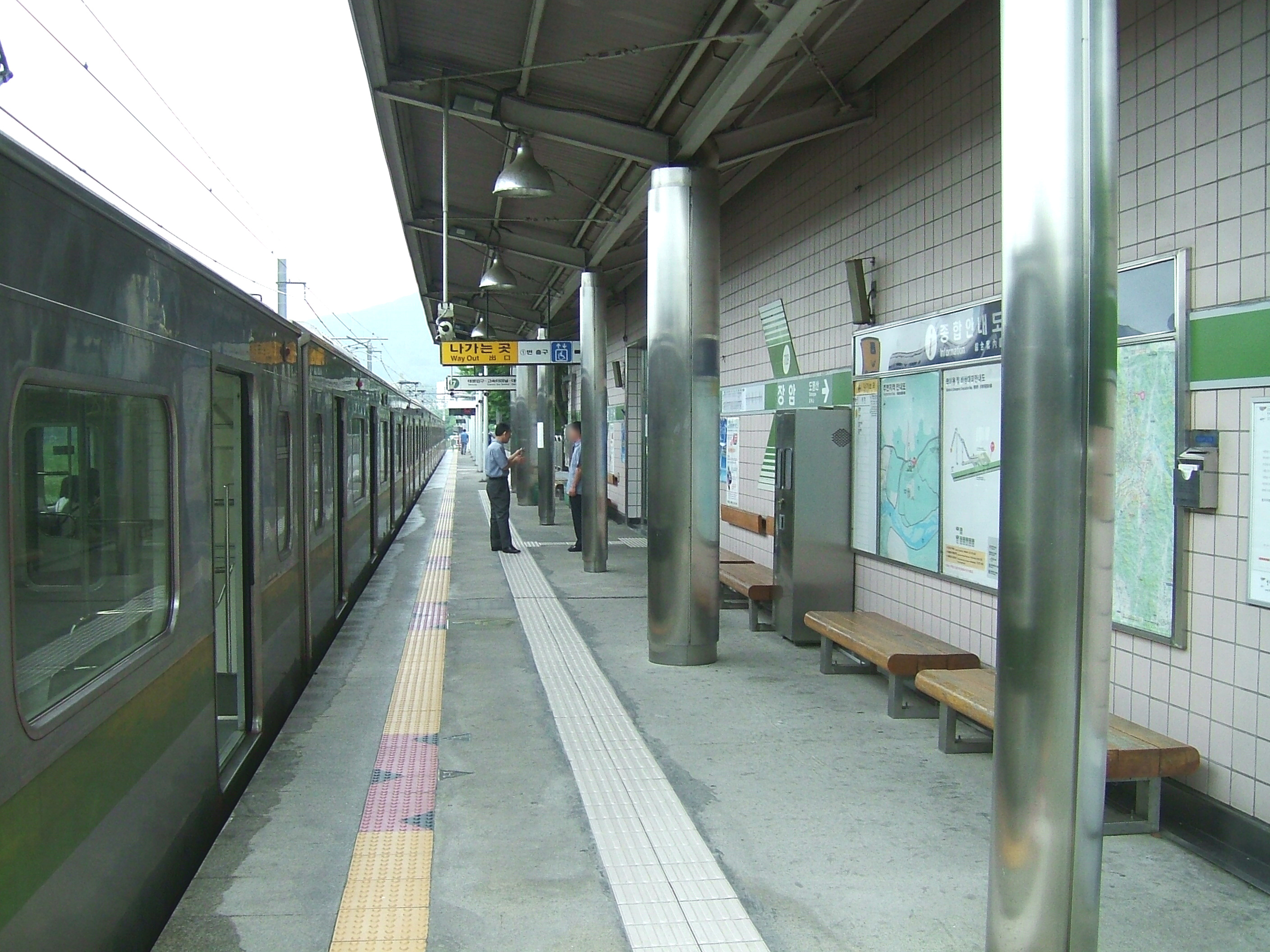
Nền tảng hướng Onsu (trước khi lắp đặt cửa chắn và mở thêm Ga văn phòng Bupyeong-gu đến đoạn Ga Onsu, trong khuôn khổ Tổng công ty vận tải nhanh đô thị Seoul)
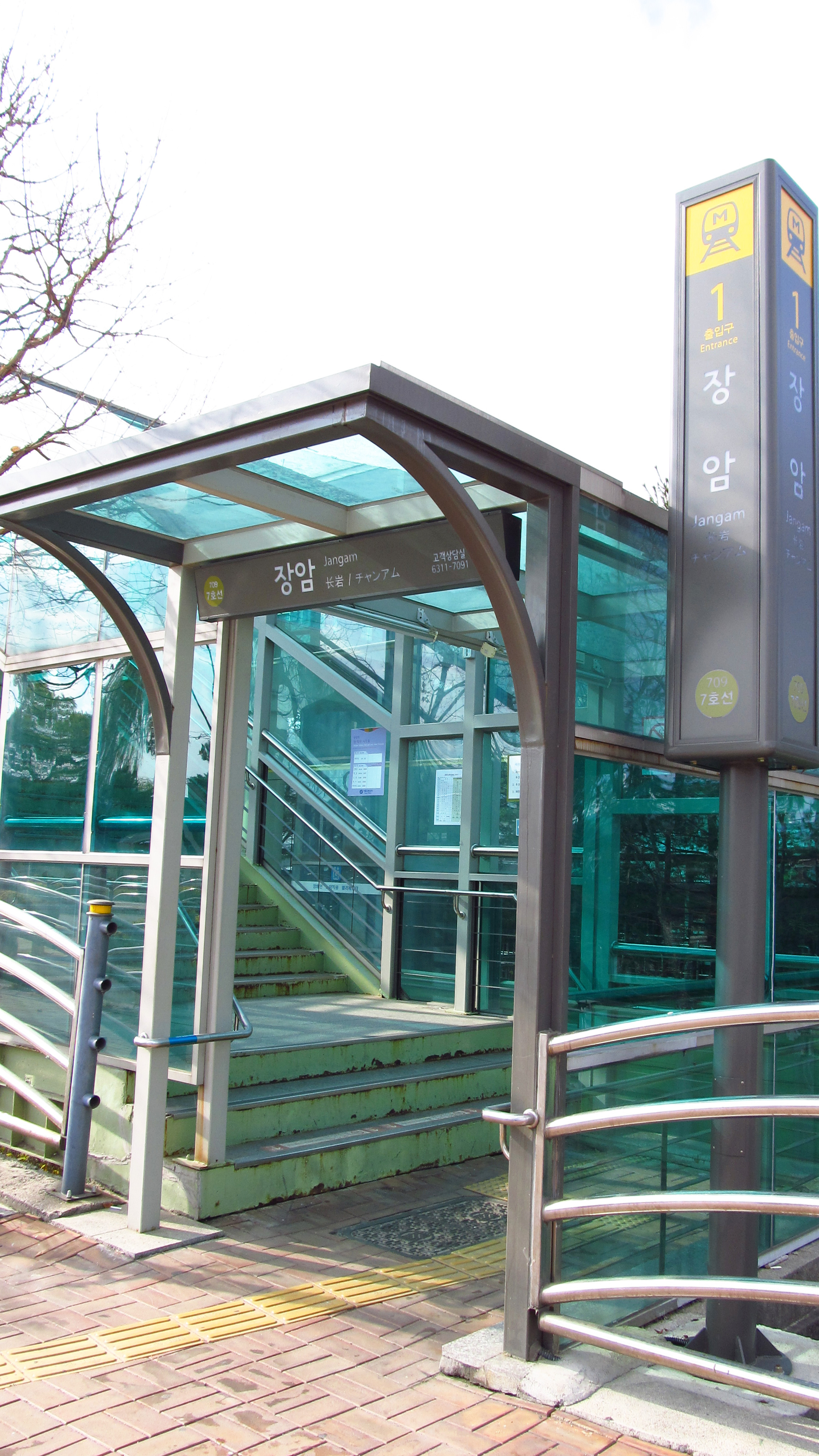
Lối vào 1
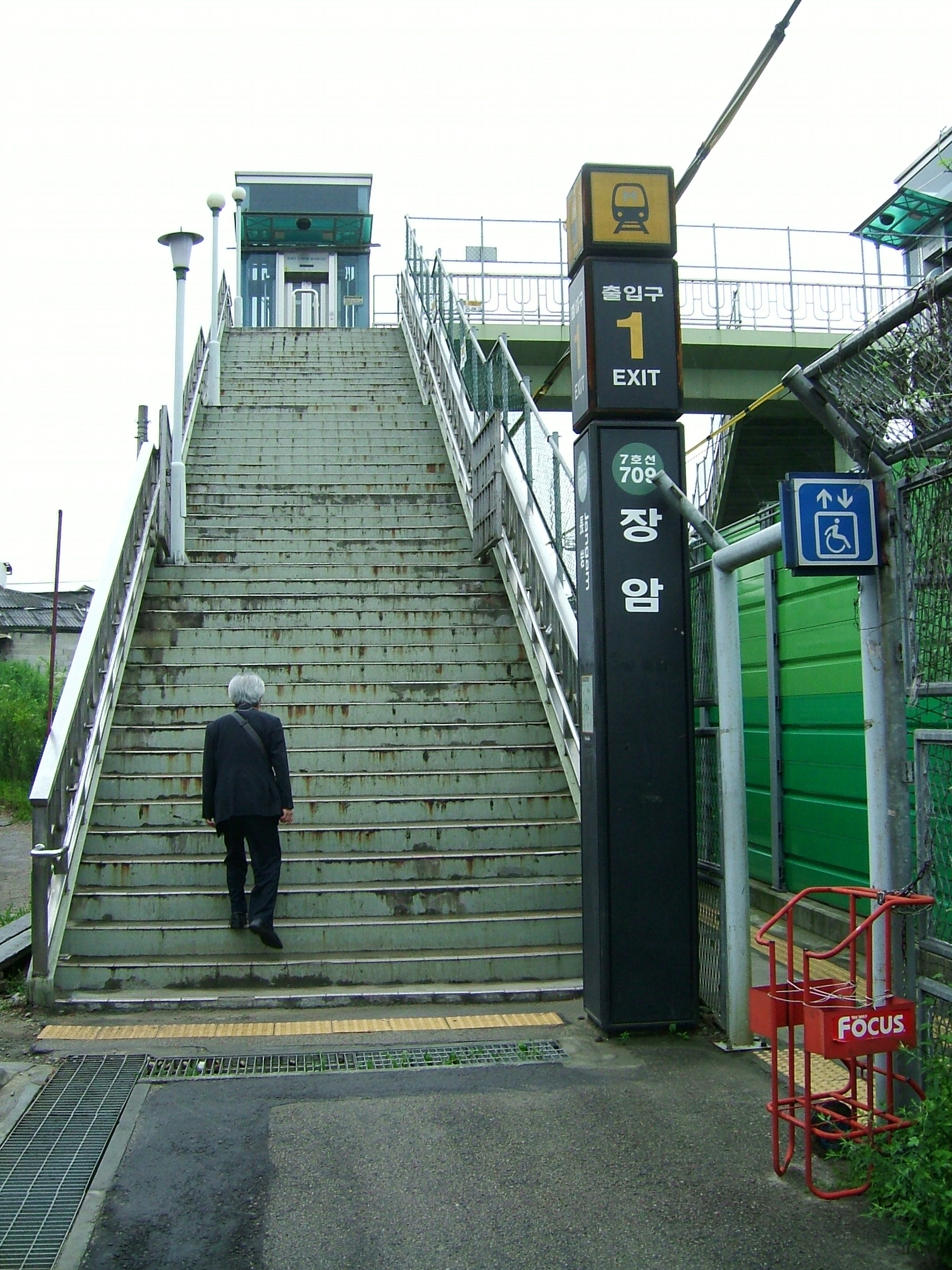
Lối ra 1 (trước khi xây dựng, trong Tổng công ty vận tải nhanh đô thị Seoul)
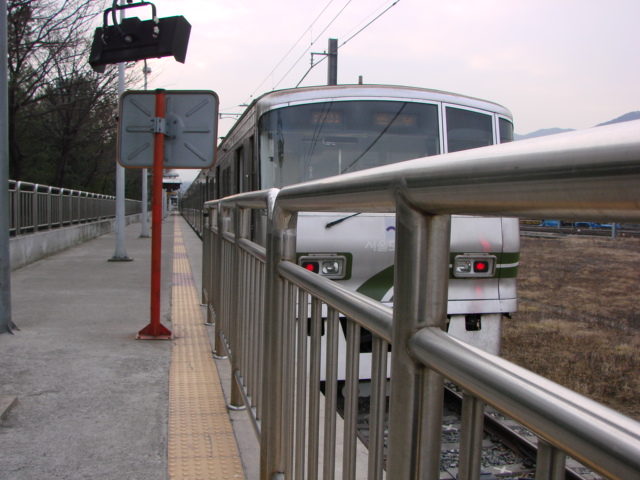
Nền tảng hướng Onsu (trước khi lắp đặt cửa chắn và mở thêm Ga văn phòng Bupyeong-gu đến đoạn Ga Onsu, trong khuôn khổ Tổng công ty vận tải nhanh đô thị Seoul)
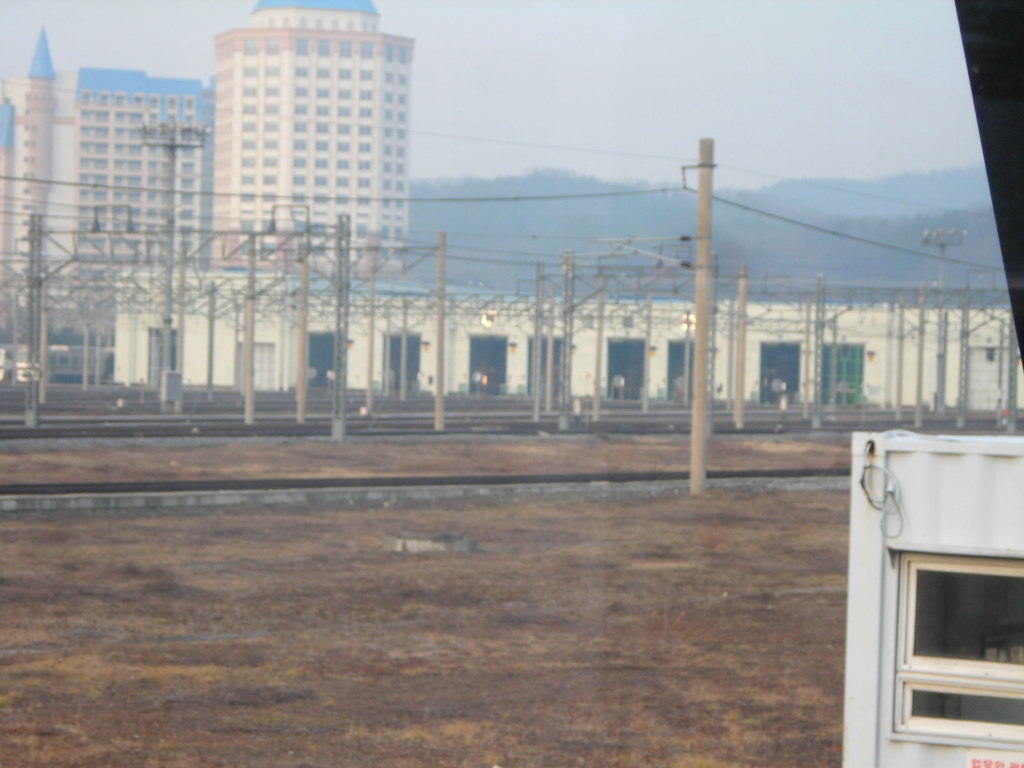
Depot Dobong
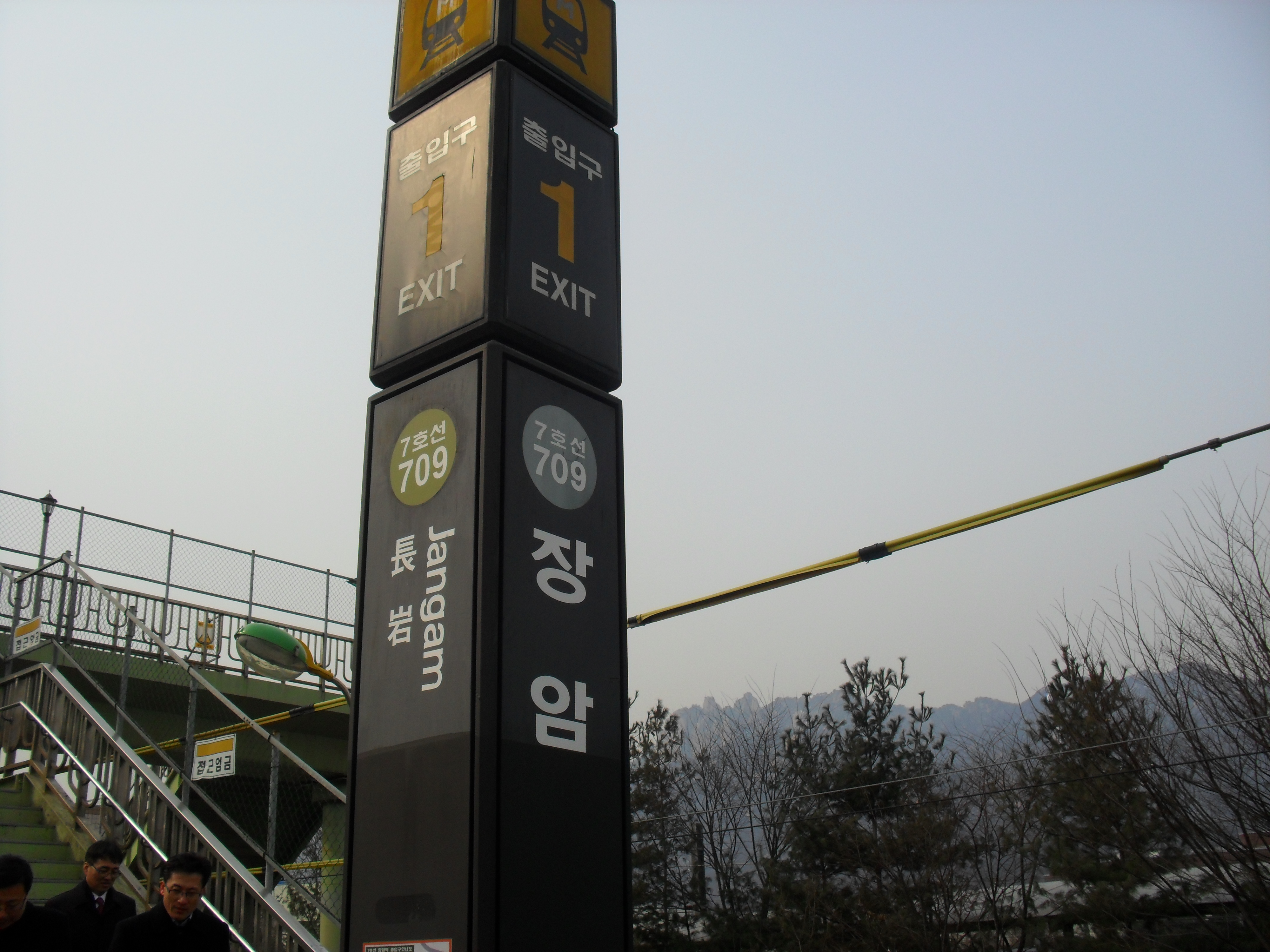
Biển báo lối ra 1 (trong Tổng công ty vận tải nhanh đô thị Seoul)